# Trzydnik Duży
Trzydnik Duży is een dorp in het Poolse woiwodschap Lublin, in het district Kraśnicki. De plaats maakt deel uit van de gemeente Trzydnik Duży.